# Céu (religião)

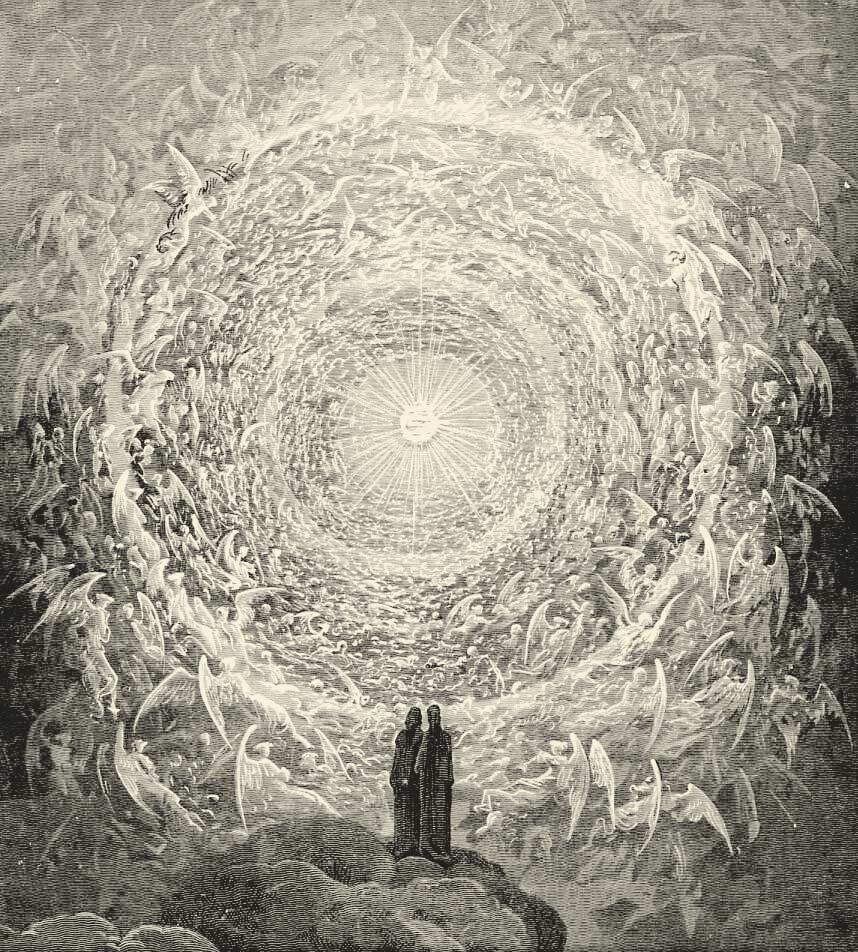
Dante e Beatriz contemplando o mais alto dos céus; ilustração de Gustave Doré para a Divina Comédia

Céu, os céus ou sete céus, é um lugar religioso, cosmológico, ou transcendental comum onde seres como deuses, anjos, gênios, santos, ou ancestrais venerados, supostamente, têm origem ou vivem. De acordo com as crenças de algumas religiões, os seres celestiais podem descer à Terra, encarnados em um corpo terrestre ou não, enquanto os seres terrestres podem ascender aos céus após a morte, ou em casos excepcionais, ainda vivos.
O céu é muitas vezes descrito como um "lugar mais alto", o lugar mais sagrado ou um paraíso, em contraste com o inferno, com o submundo ou com os "lugares baixos", e universalmente ou condicionalmente acessível por seres terrenos de acordo com vários padrões de divindade, bondade, piedade, fé, outras virtudes ou simplesmente pela vontade de Deus. Alguns acreditam na possibilidade de um Céu na Terra em um mundo vindouro.
Outra crença é na axis mundi, que liga os céus, o mundo terrestre e o submundo. Nas religiões indianas, o Céu é considerado como Svarga loka, e a alma é novamente submetida ao renascimento em diferentes formas de vida de acordo com seu carma. Este ciclo pode ser quebrado após uma alma alcançar o Moksha ou Nirvana. Qualquer lugar da existência, tanto das pessoas quanto de almas ou divindades, fora do mundo tangível (céu, inferno, ou outro) é referido como outro mundo.

## Cristianismo

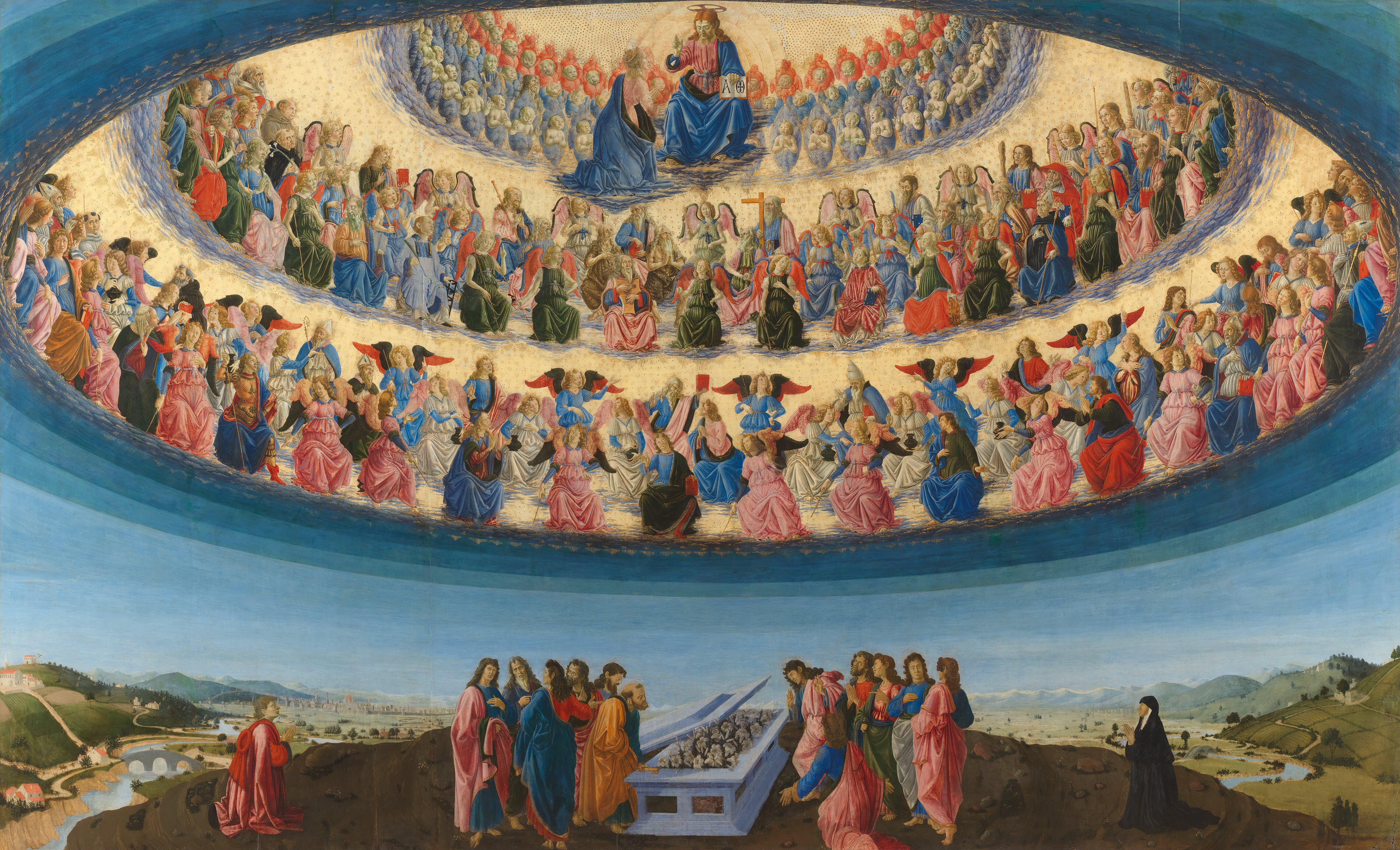
A Assunção da Virgem, por Francesco Botticini, na National Gallery de Londres, mostra três hierarquias e nove ordens de anjos, cada uma com diferentes características.

Originalmente, a palavra céu (do latim coelum) referia-se às regiões acima da superfície da terra onde estavam situados os "corpos celestes". Este é o primeiro significado da palavra na Bíblia (shamayim, Gen. 1:1). Também foi considerado como a morada de Deus e seus anjos. Todavia, o termo é também usado comumente como sinônimo de outras palavras significando a morada dos justos em algum momento após sua morte, tal como "paraíso".
Embora existam variadas e abundantes fontes de concepções do Céu, o ponto de vista típico dos crentes parece depender principalmente de suas tradições religiosas e seita particular. Algumas religiões conceitualizam o Céu como pertencente a algum tipo de vida pós-morte pacífica relacionada à imortalidade do espírito. Imagina-se que o Céu seja um lugar de felicidade, por vezes de felicidade eterna. Um estudo psicológico dos textos sagrados religiosos através das culturas e da história poderia descrevê-lo como um termo que significa um estado de "plena vivência" ou inteireza.
O cristianismo baseia-se na crença bíblica no Céu, como o Trono de Deus. No cristianismo, o Céu ou é uma vida pós-morte eternamente abençoada ou um retorno ao estado antes da queda da humanidade, um novo e segundo Jardim do Éden, no qual há a chamada, pelos católicos, visão beatífica (onde todos podem ver a Deus) num estado perfeito e natural de eterna existência, e geralmente acreditam que esta reunião pós-morte é consumada através da fé de que Jesus Cristo morreu na cruz pelos pecados da humanidade, foi ressuscitado e ascendeu corporalmente ao Céu. Exemplos de diferentes terminologias que referem-se ao conceito de "Céu" na Bíblia cristã incluem: "Reino dos céus" (Mateus 5:3 :), "no reino de seu Pai" (Mateus 13:43), "vida" (Mateus 7:14), "vida eterna" (Mateus 19:16), "o gozo do teu senhor" (Mateus 25:21), "galardão" (Mateus 5:12), "o reino de Deus" (Lucas 6:20), "meu reino" (Lucas 22:30), "a casa de meu Pai" (João 14:2), "santuário" (Hebreus 9:12), "Jerusalém celestial" (Hebreus 12:22), "paraíso" (II Coríntios 12:4), "coroa incorruptível" (I Coríntios 9:25), "coroa da vida" (Tiago 1:12), "coroa da justiça" (II Timóteo 4:8), "coroa da glória" (I Pedro 5:4).

## Judaísmo
No antigo judaísmo, a crença no Céu e na vida após a morte estava vinculada à crença no Sheol (mencionado em Isaías 38:18, Salmos 6:5 e Jó 7:7-10). Alguns eruditos afirmam que Sheol era um conceito anterior, mas esta teoria não é universalmente aceita. Uma seita judaica que sustentava a crença na ressurreição era conhecida por fariseus e tinha como opositora os saduceus, que negavam a ressurreição dos mortos (Mat. 22:23).

## Filosofias orientais
As grandes filosofias orientais (hinduísmo, budismo, taoismo e confucionismo) e doutrinas ocidentais, acreditam em reencarnação e moksha (libertação) em vez do Céu, mas mesmo assim incluem alguma ideia de Céu semelhante (mas não necessariamente igual) ao conceito mantido pelo cristianismo e outras religiões monoteístas.
Por exemplo, no budismo existem vários Céus, todos os quais fazem parte da Samsara (realidade ilusória). Aqueles que acumulam bom carma podem renascer em um deles. Todavia, sua estadia no Céu não é eterna — eventualmente, usarão seu bom carma para renascer em outra realidade, como humano, animal ou outros seres. Visto que o Céu é temporário e parte de Samsara, os budistas concentram-se mais em escapar ao ciclo de renascimentos e atingir a iluminação (bodhi).
Nas tradições nativas do confucionismo chinês, o Céu (Tian) é um conceito importante que remete a uma ideia de harmonia subjacente, onde os ancestrais residem e do qual os imperadores retiram seu mandato para governar. Tian (天) "Céu" é uma divindade chinesa equiparada a Shangdi. O culto celeste era a religião oficial imperial do Império Celeste.
Outrossim, na crença hinduísta, há um "céu transitório" denominado Svarga, destinado às almas que fizeram boas ações mas que não tornaram-se ainda merecedoras de moksha ou da fusão (união) com Brama.

## Mitos hurritas e hititas
Na mitologia hitita, o céu é a morada dos deuses. No Cântico dos Kumarbi, Alalu foi o rei do céu por nove anos antes de dar, à luz, o seu filho Anu. Anu, por sua vez, viria a ser destronado por seu próprio filho, Kumarbi.

## Doutrina espírita
Na doutrina espírita o conceito de Céu é inerente ao progresso espiritual de cada criatura. Não havendo distinção entre anjos e homens do ponto de vista de criação, e sendo aqueles o resultado do progresso realizado destes, cada espírito, autor do próprio destino, angaria recursos no campo da razão, do sentimento e da sensibilidade nas diversas etapas de trabalho, seja no plano material quanto no plano espiritual, recursos estes que facultam a apreciação da harmonia do Universo a se estender na esfera da co-criação, provendo o espírito de uma felicidade ascendente embora, por vezes, a custa de muito sofrimento quando este ainda se encontre em estágios inferiores de progresso moral e intelectual.
Contudo, existem ambientes que reúnem espíritos em semelhança de elevação de ideias e sentimentos, como verdadeiras escolas destinadas ao progresso comum. Neste contexto, aparecem arregimentações provisórias e em constante progresso, quais sejam as colônias espirituais da qual Nosso Lar é um exemplo, onde espíritos próximos da Terra, cientes da sua necessidade de elevação, trabalham e estudam, auxiliam e se aprimoram, a fim de edificar o "Céu absoluto" em si mesmos a partir do "Céu relativo", quais seriam estas moradas temporárias.

## Religiões tradicionais africanas
Nas religiões tradicionais africanas, religiões afro-brasileiras e outras religiões derivadas o nome do Céu é Orum.